# Middletown (Comtat de Dauphin)
Middletown és una població del Comtat de Dauphin (Pennsilvània) als Estats Units d'Amèrica.

## Demografia
Segons el cens del 2000 Middletown tenia 9.142 habitants. Segons el cens del 2000, tenia 9.242 habitants, 4.032 habitatges, i 2.370 famílies. La densitat de població era de 1.749,2 habitants/km².
Dels 4.032 habitatges en un 28,2% hi vivien nens de menys de 18 anys, en un 40,8% hi vivien parelles casades, en un 13,9% dones solteres, i en un 41,2% no eren unitats familiars. En el 35,2% dels habitatges hi vivien persones soles el 14,2% de les quals corresponia a persones de 65 anys o més que vivien soles. El nombre mitjà de persones vivint en cada habitatge era de 2,23 i el nombre mitjà de persones que vivien en cada família era de 2,9.
Per edats la població es repartia de la següent manera: un 23% tenia menys de 18 anys, un 8,5% entre 18 i 24, un 30,1% entre 25 i 44, un 21,1% de 45 a 60 i un 17,3% 65 anys o més.
L'edat mediana era de 37 anys. Per cada 100 dones de 18 o més anys hi havia 80,5 homes.
La renda mediana per habitatge era de 35.425 $ i la renda mediana per família de 43.661 $. Els homes tenien una renda mediana de 32.891 $ mentre que les dones 24.692 $. La renda per capita de la població era de 18.535 $. Entorn del 4,6% de les famílies i el 6,6% de la població estaven per davall del llindar de pobresa.